# اضطراب الشخصية
اضطرابات الشخصية هي فئة من الاضطرابات النفسية تتميز بأنماط سلوكية وإدراكية ثابتة وصعبة التغيير والتأقلم، وتظهر هذه الأنماط غير السوية خلال السياقات التفاعلية المختلفة، وتجنح بعيدا عن السلوكيات المقبولة ضمن ثقافة المجتمع، وتتكون هذه الأنماط غير السوية أثناء مراحل النمو، وتكون ذات طبيعة غير مرنة وغير متكيفة، ودائما ما يصاحبها قدر من التوتر والضغط النفسي، ويختلف تعريف اضطراب الشخصية باختلاف المصدر.
أُدرجت معايير رسمية لتشخيص اضطرابات الشخصية سواء في الدليل التشخيصي والإحصائي للاضطرابات النفسية أو في التصنيف الإحصائي الدولي للأمراض والمشاكل المتعلقة بالصحة المنشور عن منظمة الصحة العالمية،
وقدر أدرج الدليل التشخيصي والإحصائي في إصداره الخامس (DSM-V) اضطرابات الشخصية بنفس طريقة إدراج بقية الاضطرابات، وليس في «محور» منفصل كما في الإصدارات السابقة.
تُعرف الشخصية في علم النفس بأنها مجموعة من الصفات أو العادات السلوكية والعقلية المتصفة بالثبات وتشكل الاختلافات الفردية بين البشر ضمن ثقافة معينة، وبالتالي يتم تعريف اضطرابات الشخصية بناء على ثقافة المجتمع وتوقعاته وعاداته.
عادة ما يعاني الأشخاص الذين شخصوا بأحد اضطرابات الشخصية من صعوبات في الإدراك، والداوافع والتفاعل مع الآخرين والسيطرة على الانفعالات والتهور. وبشكل عام، فإن تشخيص اضطرابات الشخصية يمثل نحو 40-60٪ من المرضى النفسيين، مما يجعله الأكثر شيوعا في تشخيص الأمراض النفسية.
تتميز اضطرابات الشخصية بمجموعة من الأنماط السلوكية الثابتة والتي يصاحبها عادة قدر من الصعوبات على المستوى الشخصي أو الاجتماعي أو حتى المهني، كما تتصف السلوكيات المصاحبة لاضطرابات الشخصية بقدر كبير من نقص المرونة، وتتخلل هذه الأنماط السلوكية للعديد من جوانب الحياة، ويرجع ذلك إلى حد كبير إلى حقيقة أن مثل هذه السلوكيات قد تكون متفقة مع الأنا، وبالتالي يعتبرها الشخص المصاب سلوكيات مناسبة. وينشأ عن هذهِ السلوكيات مهارات مسايرة غير سوية وغير قابلة للتأقلم مع الوسط المحيط، الأمر الذي يتسبب في النهاية إلى زيادة كبيرة في التوتر والضغط النفسي وحتى الاكتئاب.
يمكن تمييز هذه الأنماط السلوكية في مرحلة المراهقة وبداية مرحلة البلوغ، أو حتى الطفولة وفي بعض الحالات غير العادية.
هناك العديد من القضايا المتعلقة بتقسيم اضطرابات الشخصية نظرا لوجود العديد من التصانيف ذات المعايير المتباينة، وكنتيجة لاعتماد تشخيص اضطرابات الشخصية في الأساس على ثقافة المجتمع وعاداته، فإن ذلك قد تسبّب خلاف بين العلماء حول التقسيم، معتبرين أن مسألة اضطراب الشخصية أمر مختلف باختلاف ثقافة وفلسفة وحتى ظروف المجتمع الاقتصادية.

## تصنيف اضطرابات الشخصية
يوجد نظامين أساسيين لتصنيف اضطرابات الشخصية:التصنيف الدولي للأمراض والدليل التشخيصي والإحصائي للاضطرابات النفسية، وقد اندمجت المعايير التشخيصية لكليهما في بعض الأحيان، في حين ظلت بعض الاختلافات بين النظامين في بعض الأحيان الأخرى، على سبيل المثال فإن التصنيف الدولي لا يشمل اضطراب الشخصية النرجسية في تصنيف مستقل، في حين أن الدليل التشخيصي لا يشمل التغيرات الدائمة في الشخصية نتيجة الكوارث أو الأمراض الخطيرة أو طويلة المدى، أيضا فإن الدليل الدولي يصنف اضطراب الشخصية الفصامي كشكل من أشكال انفصام الشخصية، بدلا من تصنيفه كاضطراب في الشخصية كما في الدليل التشخيصي، كما أن التصنيف الدولي للأمراض يصنف التحول الجنسي كاضطراب في الشخصية، في حين أن الدليل التشخيصي أزال تصنيف التحول الجنسي كمرض نفسي ووضعه في تصنيف جديد ضمن اضطراب الهوية الجنسية.

### منظمة الصحة العالمية
يشمل الدليل الدولي للأمراض قسم يحتوي على الاضطرابات النفسية والسلوكية والتغيرات الدائمة في الشخصية، ويُعرف الدليل الدولي اضطرابات الشخصية بأنها أنماط ثابتة يُستدل عليها باستجابات وسلوكيات غير مرنة تختلف كثيرا عن السلوكيات المتوقعة من شخص عادي في نفس المجتمع وينتمي لنفس الثقافة.
يمكن تقسيم اضطرابات الشخصية المحددة إلى الآتي: الشخصية المرتابة، الشخصية الفصامية، الهستيرية، غير المستقرة عاطفيا، التجنبية والاعتمادية.
وهناك أيضا بند «أخرى» والذي ينطوي تحته حالات تتصف بأنها شخصية غريبة الأطوار، غير ناضجة، ونرجسية، وسلبية عدوانية، كما يوجد بند آخر لاضطرابات الشخصية غير المحددة، بما في ذلك العصابية والمرضية.
وهناك أيضا بند للاضطرابات الشخصية المختلطة، والتي تتمثل في أي سلوكيات أو أنماط مزعجة ولكن لا يلازمها بقية الأعراض الأخرى اللازمة لتشخيصها على أنها اضطراب بعينه، وأخيرا هناك بند للتغيرات الدائمة في الشخصية غير المتعلقة بمرض أو تلف الدماغ، والتي تنشأ في البالغين عقب التوتر المصاحب للكوارث أو فترات المرض الطويلة، ولا ترقى لتشخيصها على أنها اضطراب شخصية.
هناك العديد من التنقيحات المقترحة للاضطرابات الشخصية في النسخة الحادية عشرة من الدليل الدولي للأمراض (ICD-11)، حيث ستتم إزالة جميع تشخيصات اضطراب الشخصية والاستعاضة عن ذلك بنموذج تشخيصي واحد، يتراوح في درجة شدته بين «معتدل»، «متوسط» و «خطير» استنادا إلى الخلل في العلاقات الشخصية والحياة اليومية للمريض.

### الجمعية الأمريكية للأطباء النفسيين
يُعرف الدليل التشخيصي والإحصائي اضطراب الشخصية العام بأنه نمط يتصف بالثبوت وانعدام المرونة لمدة طويلة يؤدي إلى مضايقة كبيرة وصعوبات حياتية، وليس ناتج عن استخدام عقاقير أو أي حالة طبية أخرى.
يسرد الدليل التشخيصي عشرة أنواع من اضطرابات الشخصية مقسمة إلى ثلاث مجموعات، كما يحتوي أيضا على ثلاثة تشخيصات لاضطرابات الشخصية التي لا تتطابق مع هذه الاضطرابات العشرة.

#### الفئة أ (اضطرابات ذات طابع غريب)
تحتوي على ثلاثة اضطرابات وغالبا ما تكون هذه الاضطرابات مصاحبة لمرض انفصام الشخصية، لا سيما اضطراب الشخصية الفصامي على وجه الخصوص، حيث يعاني فيه المصاب من حالة حادة من انعدام في العلاقات المقربة، بالإضافة إلى تشوهات معرفية وإدراكية، وغرابة الأطوار في السلوك، وعلى الرغم من التقارب بين اضطرابات هذه الفئة وبين مرض انفصام الشخصية، إلا أن المصابين بأحد اضطرابات هذه الفئة يميلون إلى التمسك بالواقع بصورة أكبر من مرضى انفصام الشخصية.
على الرغم من وجود قدر من التصورات غير العادية لدي مرضى هذه الفئة، إلا أنه من المهم تمييزها عن الأوهام أو الهلوسة، حيث إن الأشخاص الذين يعانون من الهلوسة يشخص مرضهم باضطراب مختلف تماما، وهناك أدلة قوية توحي بأن نسبة صغيرة من المصابين باضطرابات الشخصية ضمن نطاق الفئة أ، ولا سيما اضطراب الشخصية الفصامي على وجه التحديد، لديها قابلية لتطور اضطرابها لمرض الفصام أو أي اضطراب ذهاني آخر، كما أن هذه الاضطرابات أكثر عرضة للحدوث بين الأفراد الذين لديهم أقارب من الدرجة الأولى مصابون بمرض انفصام الشخصية أو أحد اضطرابات الشخصية ضمن نطاق الفئة أ.
- اضطراب الشخصية المرتابة: تتميز بنمط من الشك غير العقلاني وعدم الثقة في الآخرين، وتفسير دوافع الآخرين بصورة سيئة.
- اضطراب الشخصية الانعزالية: نقص الاهتمامات والرغبات، والابتعاد عن العلاقات الاجتماعية، واللامبالاة، وقصور في التعبير العاطفي.
- اضطراب الشخصية الفصامي: نمط من الانزعاج الشديد أثناء التفاعل اجتماعيا، وتشوهات في الإدراك والتصورات.

#### الفئة ب (اضطرابات ذات طابع درامي)
- اضطراب الشخصية المعادية للمجتمع: نمط سلوكي سائد من تجاهل وانتهاك حقوق الآخرين، ونقص التعاطف مع الآخرين، صورة ذاتية منتفخة، وسلوكيات استغلالية ومتهورة.
- اضطراب الشخصية الحدية: نمط سائد من عدم الاستقرار في العلاقات وفي صورة الذات والهوية والسلوك وفي كثير من الأحيان إلحاق الأذى بالنفس والاندفاع.
- اضطراب الشخصية الهستيرية: نمط سائد من السلوكيات التي تسعى لجذب الانتباه والتماس والعواطف المفرطة.
- اضطراب الشخصية النرجسية: نمط سائد من العظمة، والحاجة إلى الإعجاب، ونقص التعاطف مع الآخرين.

#### الفئة ج (اضطرابات ذات طابع متخوف)
- اضطراب الشخصية التجنبية: مشاعر زائدة من الكبت أو الركود الاجتماعي، الشعور بعدم الكفاية أو الملائمة، والحساسية المفرطة للتقييم السلبي.
- اضطراب الشخصية الاعتمادية: شعور بالحاجة الشديدة للرعاية والاهتمام من الآخرين.
- اضطراب الشخصية الوسواسية: تتصف بالاتباع الحرفي للقواعد، السعي نحو الكمال(الكمالية) (وهو اضطراب مختلف تماما عن اضطراب الوسواس القهري).

#### اضطرابات شخصية أخرى
- تغيرات شخصية نتيجة حالة طبية أخرى: اختلال في الشخصية نتيجة تأثير مباشر لحالة مرضية أخرى.
- اضطرابات شخصية أخرى: أعراض مميزة لكنها لا تأخذ شكل كامل لأحد الاضطرابات السابقة.
- اضطرابات شخصية غير مصنفة

### تصنيفات أخرى
كانت هناك بعض اضطرابات الشخصية في الإصدارات السابقة من الدليل التشخيصي والإحصائي ولكن تم حذفها لاحقا، وكانت مُدرجة تحت بند «تصنيفات تشخيصية تحتاج إلى مزيد من الدراسة» دون معايير تشخيصية محددة، مثل اضطراب الشخصية السادية (نمط سائد من السلوكيات القاسية والمهينة والميل إلى العدوانية) واضطراب الشخصية المازوخية (تتميز بحالة من استعذاب الألم بالإضافة إلى سلوك تقويضي لمتعة الشخص وأهدافه).

### وصف ثيودور ميون
اقترح عالم النفس ثيودور ميون (Theodore Millon) الذي كتب العديد من الأعمال الشائعة حول الشخصية، الوصف التالي لاضطرابات الشخصية:
| نوع اضطراب الشخصية | الوصف |
| ------------------ | --- |
| المرتابة           | شخصية دفاعية، منعدمة الثقة دائمة الشك، شديدة الحذر تجاه دوافع الآخرين، تسعى دائما لاكتشاف أدلة مؤكدة عن النوايا الخفية للناس، تشعر بأنها صالحة ولكنها مضطهدة. الأشخاص المصابون باضطراب الشخصية المرتابة يعانون من عدم الثقة والشك الدائم في الآخرين الذي يستغرق وقتا طويل عادة. والمصابون بهذا الاضطراب عامة يصعب التعامل معهم أو تكوين أي نوع من العلاقات معهم.                                                                                                |
| الانعزالية         | الشخص المصاب دائما ما يتصف بأنه غير مكترث، غير متعاطف مع غيرها، دائما ما يكون بعيدا ووحيدا، ثقيل الظل أو عديم المزاح، لا يشعر بالرغبة أو بالحاجة إلى التواصل البشري، ينسحب من العلاقات، ويُفضل أن يكون وحيدا، قليل الاهتمام بالآخرين، وغالبا ما يُنظر إليه على أنه شخص وحيد، نقص حاد في الوعي بمشاعره أو بمشاعر الآخرين، قليل الدوافع والطموحات إن وجد، يبدو المصاب ممل وثقيل الظل إلى حد ما في أعين الآخرين، كما قد يبدوا للآخرين بأنه لا يهتم بما يجري من حوله. |
| الفصامية           | غريب الأطوار، شارد النفس، يعتقد أنه يستطيع قراءة أفكار الآخرين، منشغل بأحلام اليقظة والمعتقدات الغريبة، فاصل مهزوز أو ضبابي بين الواقع والخيال، تفكير سحري ومعتقدات غريبة، غالبا ما يُوصَف المصابون بأنهم غريبوا الأطوار، وعادة ما يكون لديه عدد قليل من العلاقات إن وجد، والمصابون بشكل عام لا يفهمون كيف تتشكل العلاقات ولا يفهمون تأثير سليوكاتهم على الآخرين.                                                                                                 |
| المضادة للمجتمع    | متسرع، غير مسؤول، منحرف، جامح، يتصرف دون إيلاء أي اعتبار تجاه الواجب، يلبي الالتزامات الاجتماعية فقط عندما تخدم مصالحه الذاتية، عدم احترام العادات الاجتماعية والقواعد والمعايير، يعتبرون أنفسهم أحرارا ومستقلين، الأشخاص الذين يعانون من اضطراب الشخصية المعادية للمجتمع لديهم نمط من عدم احترام حقوق الآخرين. في كثير من الأحيان يتجاوزون الحدود وينتهكون حقوق الآخرين.                                                                                       |
| الحدية             | لا يمكن التنبؤ بها، مستغلة، غير مستقرة، تخشى الهجر والعزلة بشكل مبالغ فيه، غير مستقرة المزاج، تعاني من التقلب المفاجئ والتحول السريع بين الحب والكره، يرون أنفسهم والآخرين إما بصورة جيدة كلية أو سيئة كلية (أسلوب الأبيض - أسود)، الأشخاص الذين يعانون من اضطراب الشخصية الحدية لديهم نمط سائد من عدم الاستقرار في العلاقات الشخصية. |
| الهيستيرية         | درامي، مغري، ضحل، يسعى للتحفيز، يبالغ حتى في الأحداث الطفيفة، استعراضي ويستخدم الاستعراض كوسيلة لتأمين الاهتمام من الآخرين، يرى نفسه جذاب وساحر، يسعى لجذب انتباه الآخرين باستمرار، يتميز الاضطراب بالمبالغة في ردة الفعل العاطفية والإيحاء وميل المصاب إلى الإفراط في تهويل المواقف أو العواطف، وقد يؤدي ذلك إلى فشل في العلاقات، والذي يؤدي بدوره إلى الاكتئاب، لكنه المصاب غالبا ما يكون جيدا في أدائه.                                                      |
| النرجسية           | مغرور، متعجرف، متكلف، لا مبال، مشغول دائما بأوهام النجاح والجمال والإنجاز، يعتبر نفسه شخصية مثيرة للإعجاب ومتفوق على غيره وبالتالي يجب عليهم أن يعاملوه معاملة خاصة، يشعر بالأهمية الخاصة والحاجة العميقة للإعجاب، قليل الاكتراث لمشاعر الآخرين. |
| التجنبية           | متردد، يشعر بالحرج والقلق، يتوتر في المواقف الاجتماعية بسبب الخوف من الرفض، يعاني من قلق الأداء المستمر، يرى نفسه بأنه غير كفؤ، أقل شأنا من غيره وغير جذاب، لديه مشاعر طويلة من عدم الكفاية وحساس جدا تجاه ما يعتقده الآخرون عنه. |
| الاعتمادية         | بائس، عاجز، منقاد، غير ناضج، ينسحب من مسؤوليات الكبار، يرى نفسه ضعيف أو هش، يسعى بصورة مستمرة إلى استمداد القوة من الشخصيات الأقوى، لديه حاجة أن يرعاه ويعتني به شخص آخر، يخشى أن يتم هجره أو التخلي عنه أو فصله من الأشخاص المهمين في حياته. |
| الوسواسية          | ضابط لنفسه، لديه ضمير، يحترم غيره، جامد أو صلب، يحافظ على نمط حياة تحكمها قواعد ثابتة، يلتزم بشكل وثيق بالتقاليد الاجتماعية، يرى العالم من منظار الأنظمة والتعليمات والهياكل الهرمية، يرى نفسه موثوق به وفعال ومنتج، مكرس حياته لخدمة القوانين. |
| الاكتئابية         | نكِد، محبَط، متشائم، يقدم نفسه على أنه عُرضة أو ضحية للخطر والتخلي والهجر، يشعر بالذنب والعجز وانعدام القيمة، يرى نفسه أنه لا يستحق سوى النقد والاحتقار، يائس، انتحاري، ويمكن لهذا الاضطراب أن يؤدي إلى أعمال عدوانية وهلوسة. |
| العدوانية السلبية  | مستاء، متناقض، متشكك، ساخط، يقاوم إشباع توقعات الآخرين، غير فعال وغير كفء بشكل متعمد، يُنفس عن غضبه بشكل غير مباشر عن طريق تقويض أهداف الآخرين، متقلب المزاج وسريع الانفعال، يليه تجهم وانسحاب، يحجب عواطفه، لا يتواصل عندما يكون هناك مشكلة أو شيء يستدعي المناقشة. |
| السادية            | عدائي، جلف ، قاسي المعاملة، متحجر فكريا، عرضة لنوبات الغضب المفاجئة، يشعر بالرضا من خلال الهيمنة عن طريق تخويف وإهانة الغير، يستمتع بأداء الأعمال الوحشية تجاه الآخرين، يجد المتعة في الإساءة إلى الآخرين، عادة ما ينخرط علاقة سادية-مازوخية، ويرفض أن يلعب دور المازوخي. |
| المازوخية          | مراع لرغبات الآخرين، رهاب السعادة، ذليل، يشجع الآخرين على استغلاله والاستفادة منه، يحط من انجازاته عمدا، يشك في الأشخاص الذين يتعاملون معه بشكل جيد، عادة ما ينخرط علاقة سادية-مازوخية. |

### عوامل تصنيفية إضافية
بالإضافة إلى تصنيف اضطراب الشخصية حسب الفئة والنوع، فمن الممكن أيضا تصنيفها بعوامل إضافية، كشدتها وتأثيرها على الأداء الاجتماعي، والإسناد أو العزو.
الشدة
وتشمل فكرة اعتبار صعوبات اضطراب الشخصية كمقياس للاضطراب، باستخدام مقابلات قياسية، وتشمل كذلك الدليل على أن المصابين بالاضطرابات الشخصية الشديدة لديهم ما يسمى بـ «التأثير المضاعف»، بالإضافة إلى الاضطراب المركب أو المنتشر (حيث يوجد اثنان أو أكثر من اضطرابات الشخصية في نفس الوقت).
| مستوي الشدة | الوصف           | التعريف طبقا لنظام التصنيف                                      |
| ----------- | --------------- | --------------------------------------------------------------- |
| 0           | لا يوجد اضطراب  | لا يستوفي المعايير التشخيصية لأي اضطراب                         |
| 1           | صعوبات في شخصية | يستوفي الحد الأدنى للنموذج التشخيصي لاضطراب أو أكثر             |
| 2           | اضطراب بسيط     | يستوفي المعايير التشخيصية لاضطراب واحد أو أكثر لكن من نفس الفئة |
| 3           | اضطراب مركب     | يستوفي المعايير التشخيصية لاضطراب واحد أو أكثر من فئات مختلفة   |
| 4           | اضطراب شديد     | يُسبب عوائق شديدة للمصاب وللمجتمع                                |

كما أن هناك العديد من الميزات تدعو لتصنيف الاضطرابات طبقا للشدة منها:
- إنها تسمح ليس فقط بالتصنيف، وإنما أيضا بالاستفادة من معرفة أنواع الاضطرابات الشخصية التي تميل لأن تحدث مع بعضها البعض.
- كذلك تُعطي تأثيرات اضطراب الشخصية نتائج سريرية مرضية أكثر من النظام بسيط (وجود اضطراب مقابل عدم وجود اضطراب).
- هذا النظام يستوعب التشخيص الجديد لاضطرابات الشخصية الشديدة ولا سيما اضطراب الشخصية الخطير والشديد (بالإنجليزية: dangerous and severe personality disorder)

### التأثير على الأداء الاجتماعي
تتأثر الوظيفة الاجتماعية بالعديد من جوانب الأداء العقلي، بصرف النظر عن الشخصية، إلا أنه على الرغم من ذلك فكلما كان هناك اضطراب مستمر للوظيفة المجتمعية في ظل ظروف غير متوقعة، فإن ذلك يكون نتيجة مباشرة للاضطرابات الشخصية أكثر من أي سبب آخر بحسب ما تشير إليه الأدلة. وكذلك فإن جدول تقييم الشخصية يُعطي الوظيفة الاجتماعية حق الأولوية في خلق تسلسل تستطيع فيه اضطرابات الشخصية أن تتسبب في خلل اجتماعي له أسبقية على باقي الأسباب الأخرى.

### الإسناد
كثير من المصابين باضطرابات الشخصية لا يميزون أي من شذوذاتهم السلوكية، بل ويدافعون ببسالة عن الاستمرار في هذه السلوكيات، ويسمَى هذا النوع من المصابين باسم المجموعة (م) أو مجموعة مـقاومة التغيير والعلاج، في مقابل المجموعة (س) مجموعة سـاعية للتغير والعلاج، وفي تصنيف لعينة مكونة من 68 مريض باضطرابات الشخصية باستخدام مقياس بسيط، ظهرت النتاج أن نسبة 3-1 بين نوع (م) إلى نوع (س)، كما وُجد أن اضطرابات الشخصية من الفئة (ت) يكون فيها المصابون أكثر احتمالا لأن ينتموا للنوع س (ساع للتغيير)، فيما كانت الاضطرابات ضمن الفئة (أ) أكثر احتمالا لأن ينتموا إلى النوع م (مقاوم التغيير).

## الأعراض والعلامات

### في مكان العمل
اعتمادا على التشخيص والشدة وطبيعة الشخص المصاب وطبيعة العمل نفسها، فإن اضطرابات الشخصية يمكن أن يصاحبها صعوبات في التأقلم في العمل أو مكان العمل، مما قد يؤدي إلى مشاكل مع الآخرين من زملاء العمل، كما تلعب الآثار الغير مباشرة دورا أيضا، على سبيل المثال، ضعف التقدم التعليمي أو المصاعب والتعقيدات خارج بيئة العمل مثل تعاطي المخدرات أو الاضطرابات النفسية المشاركة، كلها تمثل أشياء يمكن أن تصيب مرضى الاضطرابات الشخصية، إلا أنه على الرغم من ذلك فإن الاضطرابات الشخصية يمكن أيضا أن تؤدي إلى إنجاز قدرات عمل فوق المتوسط وذلك بزيادة الدافع التنافسي أو استغلال المريض لزملاء العمل.
قام علماء النفس بمجلس بليندا وكاتارينا في جامعة ساري بالمملكة المتحدة بمقابلة وإعطاء اختبارات شخصية لعدد من المديرين التنفيذيين ذوي المستوى العال في عام 2005، ومرة أخرى في عام 2009، ومقارنة ملفاتهم الشخصية مع تلك الموجودة لمرضى الطب النفسي الجنائي في مستشفى برودمور في المملكة المتحدة. ووجد الباحثون أن ثلاثة من أصل أحد عشر اضطراب كانت في الواقع أكثر شيوعا في التنفيذيين مما كانت عليه في المجرمين:
- اضطراب الشخصية الهستيري: بما في ذلك الجاذبية السطحية، وعدم الإخلاص، الأنانية والتلاعب.
- اضطراب الشخصية النرجسية: بما في ذلك العظمة، والتمركز حول الذات ونقص التعاطف مع الآخرين، والاستغلالية للآخرين.
- اضطراب الشخصية الوسواسية: بما في ذلك الكمالية، والتفاني المفرط في العمل، والصلابة، والعناد والميول للديكتاتورية.[36]

ووفقا للأكاديمية القيادة يبدو أنه لا مفر من وجود بعض اضطرابات الشخصية في فريق الإدارة العليا.

### مع الأمراض النفسية الأخرى
تشترك اضطرابات الشخصية ضمن الفئات الثلاث في عوامل كامنة مشتركة، تشمل الإدراك والسيطرة على الانفعالات وصيانة أو كبت السلوكيات، ويمكن أن يكون لها طيف متعلق بعدد من الأمراض النفسية الأخرى:
- يمكن ملاحظة أن بعض اضطرابات الشخصية مثل جنون العظمة أو الفصامية تكون مسبوقة أو منذرة للاضطرابات الوهامية أو انفصام الشخصية.
- يصاحب اضطراب الشخصية الحدية اضطراباتٍ في المزاج والقلق، واضطراباتٍ في السيطرة على التهور والانفعال، واضطراباتٍ في الأكل، واضطراب فرط الحركة ونقص التركيز، أو تعاطي المخدرات.
- يُعتبر اضطراب الشخصية الانطوائية مصاحب لاضطراب القلق الاجتماعي.

## التشخيص

### المعايير التشخيصية
في النسخة الخامسة من الدليل التشخيصي (DSM-5) تم تنقيح المعايير التشخيصية لاضطراب الشخصية، وأصبح المعيار العام لاضطراب الشخصية ينص على أن شخصية الفرد يجب أن تحيد كثيرا عن ما هو متوقع في ثقافة مجتمعه قبل أن يتم تشخيصها.
تشخيص اضطراب الشخصية يجب أن يستوفي هذه المعايير:
- "ضعف شديد في الذات (الهوية أو التوجيه الذاتي) وفي التفاعل مع الأشخاص (التعاطف أو العلاقة الحميمة).[39]
- ظهور واضح لواحدة أو أكثر من السمات المرضية للشخصية.[39]
- ثبات الضعف في أداء الشخصية وفي سمات الشخصية عبر الزمان وفي مختلف الحالات.[39]
- أن يكون الضعف في أداء الشخصية وفي سمات الشخصية ليس معياريا للمرحلة التطور الحالية أو للبيئة الاجتماعية والثقافية للفرد.[39]
- أن يكون الضعف في أداء الشخصية وفي سمات الشخصية ليس نتيجة لتأثيرات فسيولوجية مباشرة لمادة معينة (مثل تعاطي المخدرات والأدوية) أو نتيجة حالة طبية عامة (على سبيل المثال، صدمة بالغة في الرأس.[39]

فيما أضاف الدليل الدولي للأمراض بعض الأوصاف السريرية والمبادئ التوجيهية لتشخيص اضطرابات الشخصية مع بعض المعايير الإرشادية العامة منها:
- سلوكيات وتوجهات غير منسجمة بشكل ملحوظ، وتتضمن أكثر من جانب مثل الوجدان، الإثارة، السيطرة على الانفعالات، طرق الإدراك والتفكير، أسلوب التواصل مع الآخرين.
- استمرا نمط السلوك الشاذ لمدة طويلة، وليس مقصورا على مدة مرضية.
- نمط السلوك الشاذ منتشر وغير قادر على التأقلم بشكل واضح، من خلال مجموعة واسعة من المواقف الشخصية والاجتماعية.
- ظهور الصفات المذكورة أعلاه بشكل دائم خلال مرحلة الطفولة أو المراهقة، واستمرارها حتى سن البلوغ.
- أن يؤدي الاضطراب إلى ضائقة شخصية كبيرة، وهذا الأمر قد يظهر جليا فقط في وقت متأخر من مسار المرض.
- أن يصاحب الاضطراب عادة -ولكن ليس دائما- مشاكل كبيرة في الأداء المهني والاجتماعي.

وأضاف الدليل الدولي أنه قد يكون من الضروري وضع مجموعات محددة من المعايير التشخيصية فيما يتعلق بالمعايير الاجتماعية والقواعد والالتزامات، أخذا في الاعتبار اختلاف الثقافات.

### الشخصية السوية
قضية العلاقة بين اضطرابات الشخصية والشخصية السوية هي واحدة من القضايا المهمة في علم النفس السريري، ويتبع تصنيف اضطرابات الشخصية نهج التصنيف الذي يرى أن اضطرابات الشخصية كيانات منفصلة تختلف عن بعضها البعض كما تختلف عن الشخصية العادية السوية، وفي المقابل فإن نهج الأبعاد (dimensional approach) هو نهج بديل يرى أن اضطرابات الشخصية تمثل امتدادات للصفات المكونة للشخصية السوية، لكن هذه الامتدادات غير قادرة على التأقلم.
ساهم العالم توماس ومعاونوه في هذا النقاش بشكل كبير، حيث ناقش القيود المفروضة على نهج التصنيف، ودافع عن نهج الأبعاد لتشخيص اضطرابات الشخصية، واقترح على وجه التحديد «نموذج الخمسة عوامل» للشخصية كبديل لتصنيف اضطرابات الشخصية. فعلى سبيل المثال، يرى هذا الرأي أن اضطراب الشخصية الحدية مثلا يمكن أن يُفهم على أنه مزيج من التوتر العاطفي (زيادة في العصابية) والاندفاع (انخفاض في الضمير)، والعداء (انخفاض في القابلية). كماستكشفت العديد من الدراسات عبر الثقافات المختلفة العلاقة بين اضطرابات الشخصية ونموذج الخمسة عوامل، وقد أثبتت هذه الدراسات أن اضطرابات الشخصية ترتبط إلى حد كبير بمقاييس نموذج الخمسة عوامل، وهذا بدوره مهد الطريق لإدراج نموذج الخمسة عوامل ضمن النسخة القادمة من الدليل التشخيصي.

## أسباب اضطراب الشخصية
هناك العديد من الأسباب المحتملة للاضطرابات النفسية، كما أنها قد تختلف تبعا لطبيعية الاضطراب وطبيعة الفرد والظروف المحيطة، وقد يكون هناك بعض المهيئات الوراثية، وكذلك أسلوب أو تجارب حياتية تتضمن حوادث معينة مثل الصدمة أو سوء المعاملة.
في دراسة لما يقرب من 600 طالب جامعي من الذكور، في متوسط عمر نحو 30 عاما والذين لم يتم اختيارهم ضمن عينة سريرية، دُرست العلاقة بين خبرات الطفولة من الاعتداء الجنسي والجسدي وبين أعراض اضطراب الشخصية الحالية، وقد تم الاستدلال على تاريخ من إساءة المعاملة في الطفولة، وكانت مرتبطة بشكل قاطع بزيادة شدة الأعراض.
إساءة معاملة الأطفال وإهمالهم بشكل مستمر دائما ما يكون متسببا في تطور اضطرابات الشخصية في مرحلة البلوغ، وفي الدراسة التالية، بُذلت جهودٍ لمطابقة تقارير عن سوء المعاملة لعدد من المرضى الذين عانوا من مشاكل نفسية في مرحلة الطفولة إلى مرحلة البلوغ، حيث تبين لاحقا وجود تاريخ من الاعتداء والإهمال.
وفي دراسة أجريت على 793 من الأمهات والأطفال، سأل الباحثون الأمهات عما إذا كانوا قد صرخوا في أطفالهم أو أخبروا أطفالهم لأنه لا يحبونهم أو هددوهم بإرسالها بعيدا، وكانت النتيجة أن هؤلاء الأطفال الذين تعرضو للإساءة كانوا أكثر عرضة للإصابة باضطرابات الشخصية في البلوغ، كالحدية والنرجسية والوسواسية والمرتابة، في حين أظهرت مجموعة الأطفال الذين تم الاعتداء عليهم جنسيا نسبة أكثر ارتفاعا في الإصابة بالأمراض النفسية.
وبصورة رسمية فإن الاعتداء الجسدي كشف عن وجود علاقة قوية للغاية بتطور السلوك المعادي للمجتمع والتسرع، ومن ناحية أخرى فإن حالات الاعتداء بالإهمال كانت أكثر قابلية للتسامح والمغفرة في مرحلة البلوغ.

## العلاقة بين المرض النفسي واضطراب الشخصية
وجدت البحوث العلمية في هذا الخصوص أن 35%-67% من الذين يعانون من اضطراب في الشخصية يعانون كذلك من أمراض نفسية، وهذه النسبة أكبر بكثير من نسبة انتشار الأمراض النفسية في المجتمع الطبيعي.
نعم، إن اضطرابات الشخصية علاجها أسهل بكثير من علاج الأمراض النفسية، ويمتاز البعض ممن يعانون من اضطرابات الشخصية بالاستعداد للعلاج وتعديل سلوكهم وبصيرتهم.

## علاج اضطرابات الشخصية
ليس هناك وصفة عامة لكل هذه الاضطرابات. لكنه يحسن في الغالب عمل ما يلي:
1. القيام ببعض الفحوصات المخبرية للتأكد من عدم وجود استخدام للمخدرات.
2. القيام باختبارات نفسية تدعم التشخيص الإكلينيكي المساندة.

أما العلاج فإنه يمكن أن يكون كالآتي:
1. العلاج التحليلي: ويهتم برؤية المريض للأحداث من حوله باعتبار أنها ربما تشكلت من خلال علاقاته الإنسانية في حياته المبكرة. ومن خلال استبصار المريض بالعلاقة بين خبراته المبكرة وواقعه، يمكن أن يحدث التغيير نحو الأفضل.
2. العلاج المعرفي: ويهتم بتشوهات الإدراك التي تكونت نتيجة تبني أفكاراً غير عقلانية لمدة طويلة. ودون النظر في الأسباب تهدف هذه المدرسة العلاجية إلى مساعدة المريض في التعرف على هذه التشوهات والأفكار ومن ثم تعليمه الأسلوب الأمثل للتغيير.
3. مجموعات الدعم ومجموعات المساعدة.
4. التعليم النفسي.

أما العلاج الدوائي فإن دوره في علاج اضطرابات الشخصية محدودٌ جداً. ولكنه يمكن أن يستهدف أعراضاً محددة أو اضطرابات نفسية أخرى قد يتزامن وجودها مع وجود اضطراب الشخصية في مرحلة ما.

### مآل اضطراب الشخصية
اضطرابات الشخصية ليست اضطراباً فردياً، ولذلك فإن المآل يختلف من اضطراب لآخر، ويعتمد مقدار التغير الإيجابي على رغبة المريض في التغيير. وقد وجدت الدراسات أن التحسن في هذه اضطرابات الشخصية يستدعي الالتزام بجلسات علاجية أسبوعية تقريباً لمدة سنة على الأغلب.

### توصيات للمساعدة الذاتية
1. بالمعرفة والقراءة ما أمكن عن اضطراب الشخصية الذي تعاني منه تحديداً.
2. إذا حدث لك حالة نفسية تمنعك من العمل، أو الاختلاط، أو أنك فكرت في الانتحار فأنت بحاجة لمشورة طبيبة متخصصة.
3. إذا استبعدت وجود اضطراب نفسي حاد، فيمكنك القيام بالتالي:
  1. لا تستخدم أي عقار ممنوع، ولا دواء نفسي ما لم يكن مصروفاً لك من قبل طبيب.
  2. تعلم أن تحدد مشكلاتك، متجنباً الحيل الدفاعية مثل الإسقاط (اتهام الآخرين)، التبرير (البحث عن الأعذار لنفسك).
  3. تعلم أن تبحث عن تفسيرات بريئة ومعتدلة لتصرفات الآخرين قبل أن تتضايق، أو تأخذ منهم موقفاً سلبياً، أو تتجنبهم، أو تتعامل معهم بشكل هجومي.
  4. تجنب أن تؤذي نفسك، أو تؤذي غيرك.

### توصيات لمساعدة المريض باضطراب الشخصية
1. بالمعرفة والقراءة ما أمكن عن اضطراب الشخصية الذي يعاني منه تحديداً.
2. إذا حدث له حالة نفسية تمنعه من العمل، أو الاختلاط، أو أنه تحدث عن الانتحار فهو بحاجة لمشورة طبيبة متخصصة. ولكن تجنب الدخول معه في صراع حول ذلك.
3. إذا استبعدت وجود اضطراب نفسي حاد، فيمكنك القيام بالتالي:
  1. إذا كانت علاقتك بالمريض قوية، فقد تجد نفسك في محور المشكلة. لذلك لا تهتم بالدفاع عن نفسك، ولا تبادر بالهجوم لأن ذلك ينقل المشكلة من شخصية المريض إلى حيز العلاقة بينكما، فتظهر أنت طرفاً في المشكلة، أو متحملاً وزرها كاملاً.
  2. استفد من أوقات الهدوء للإشارة لنمط السلوك أو التفكير المشكل، بتتبُّعه مع المريض ومساعدته في التعرف على مسبباته وعواقبه.
  3. تجنب الظهور بمظهر الحكيم الواعظ دائماً فأنت قد تخطئ أيضاً. كذلك فإن النفس ترفض أن تشعر دائماً بالرقابة أو الدونية والتبعية.
  4. ساعده في الحفاظ على أساسيات التوازن النفسي والتوافق الاجتماعي من خلال الإبقاء على قدر من الأداء الجيد في مجال العمل أو الدراسة أو العلاقات الاجتماعية.
  5. ساعده في تحمل بعض المسؤوليات تجاه نفسه وتجاه الغير وشجعه على ذلك ولكن تجنب أن يكون ذلك بشكل مباشر.
  6. لا تنزعج إن لم يتعاون معك أو ارتكب حماقة في حق نفسه أو الغير وأوصل له رسالة هادئة أنه مسئول عن كل تصرفاته.

## نموذج الخمسة عوامل
اعتبارا من عام 2002، كان هناك أكثر من خمسين دراسة نشرت فيما يتعلق بنموذج العوامل الخمسة لاضطرابات الشخصية، ومنذ ذلك الوقت توسعت عدد لا بأس به من الدراسات ووفرت مزيد من الدعم التجريبي لمحاولة فهم اضطرابات الشخصية من خلال هذا المنظور.
ونشرت د.كلارك في عام 2007 أن «نموذج الخمسة عوامل للشخصية هو نموذج مقبول على نطاق واسع كممثل للهيكل الأعلى لكلا من سمات الشخصية العادية وغير العادية (المرضية)».
وقد تبين أن نموذج الخمسة عوامل خمسة يستطيع التنبؤ بدرجة كبيرة بأعراض كل اضطراب شخصية العشر والتفوق على غير في التنبؤ بأعراض اضطراب الشخصية الحدية، والانطوائية، والاعتمادية.

## اضطرابات أخرى تشبه اضطرابات الشخصية
لا يجد الطبيب النفسي في كثير من الأحيان صعوبة في التفريق بين المرض النفسي واضطراب الشخصية، لأن المرض النفسي يسبقه فترة من السواء، بينما تبدأ المعاناة مع الشخصية المضطربة منذ سن مبكرة. لكن بعض الاضطرابات النفسية التي تحدث في سن الطفولة والرشد قد تتقاطع مع بعض اضطرابات الشخصية مثل: اضطراب فرط الحركة ونقص الانتباه، الإدمان، القلق، الاكتئاب، والتخلف العقلي.